# Anita Lane
Pour les articles homonymes, voir Lane.
 (avril 2021).
Si vous disposez d'ouvrages ou d'articles de référence ou si vous connaissez des sites web de qualité traitant du thème abordé ici, merci de compléter l'article en donnant les références utiles à sa vérifiabilité et en les liant à la section « Notes et références ».
Anita Lane, née le 18 mars 1960 à Melbourne et morte le 28 avril 2021, est une chanteuse et parolière australienne.
Impliquée dès les débuts dans les projets de Nick Cave et, notamment, de son groupe les Bad Seeds, elle a, à leurs côtés, exercé une influence notable sur la scène post-punk européenne du début des années 1980. Elle a conservé de cette période une complicité artistique singulière avec Mick Harvey, avec qui elle a collaboré. Parallèlement à ses albums en solo, elle a aussi réalisé nombre de collaborations avec d'autres artistes et groupes, dont les musiciens de Einstürzende Neubauten - Gudrun Gut et Blixa Bargeld - ou encore Barry Adamson.

## Biographie

### The Birthday Party
Anita Lane commence à chanter et à écrire des chansons à l'âge de seize ans, encouragée par son camarade de classe Rowland S. Howard, futur guitariste de The Boys Next Door et The Birthday Party, les deux premiers groupes du chanteur Nick Cave. Elle devient à cette époque l’amoureuse de Nick Cave, avec qui elle part à Londres en 1980, quand lui et son groupe décident de quitter l’Australie pour s’installer en Europe. Elle écrit ou coécrit pour The Birthday Party les paroles de plusieurs chansons (Dead Joe, Kiss Me Black and A Dead Song) avant la séparation du groupe en 1983. La couverture et les dessins visibles dans le livret intérieur de l'album Mutiny! sont de Nick Cave, le reste est le travail d’Anita.

### Nick Cave and The Bad Seeds
Toujours pendant sa relation amoureuse avec Nick Cave, Anita Lane a écrit les paroles de quelques chansons de son premier album, From Her to Eternity, sorti en 1984. Anita Lane est parfois citée comme membre fondatrice du groupe Nick Cave and the Bad Seeds, né des décombres de Birthday Party. Son influence sur Nick Cave est indéniable (il lui dédie son premier roman Et l'âne vit l'ange). Considérée comme un membre des Bad Seeds, sa seule contribution se résume aux paroles de la chanson éponyme à l'album From Her to Eternity en 1984 et aux paroles de la chanson Stranger Than Kindness sur l'album Your Funeral... My Trial en 1986. Elle apparaît en tant que chanteuse, chantant un couplet de la reprise de Bob Dylan Death Is Not the End, parue sur l'album Murder Ballads en 1995.

### Anita Lane et Mick Harvey
Parallèlement, Anita Lane commence à jouer, et enregistre ses propres chansons ; en 1988, elle travaille avec le groupe allemand Die Haut, puis travaille à son premier projet solo, Dirty Sings : sorti en 1988, ce court album de 4 chansons ébauche ce qui deviendra Dirty Pearl. Dirty Pearl sort en 1993 et comprend 14 chansons. Produit par Mick Harvey, l'album Dirty Pearl est une compilation de collaborations entre Anita et des musiciens des groupes allemands Einstürzende Neubauten et Die Haut, quelques inédits en solo, et la reprise du titre Sexual Healing de Marvin Gaye. Collaborent à cet album :
- Nick Cave, compositeur des musiques de trois titres (A Prison In The Desert, The Fullness Of His Coming et I’m a Believer) ;
- Mick Harvey, compositeur des musiques de trois titres (Jesus Almost Got Me, The Groovy Guru, The World’s A Girl) ;
- Blixa Bargeld et Alexander Hacke, compositions ou textes (Blume, Picture Of Mary, Stories Of Your Dreams, A Prison In The Desert) ;

ainsi que deux autres membres des Bad Seeds :
- Barry Adamson ;
- Thomas Wydler (Subterranean World).

Anita Lane participe aux deux albums de reprises de Serge Gainsbourg, produits et interprétés par Mick Harvey : Intoxicated Man en 1995 et Pink Elephants en 1997. Mick Harvey coécrit plusieurs chansons de l'album, dont le single The World's a Girl, puis également à l'album Sex O'Clock, en 2001.

### Vie privée
Anita Lane a eu trois enfants et a vécu à Hudson Bay (Australie).

## Discographie
Figurent dans cette discographie les disques en solo et les collaborations avec d'autres artistes.
| Année | Titre                                       | Nom d'artiste               |
| ----- | ------------------------------------------- | --------------------------- |
| 1981  | Prayers on Fire                             | The Birthday Party          |
| 1982  | Junkyard                                    | The Birthday Party          |
| 1984  | From Her to Eternity                        | Nick Cave and the Bad Seeds |
| 1986  | Your Funeral... My Trial                    | Nick Cave and the Bad Seeds |
| 1988  | Headless Body in a Topless Bar              | Die Haut                    |
| 1988  | Dirty Sings                                 | Anita Lane                  |
| 1989  | Ghosts… of the Civil Dead                   | Bande originale de film     |
| 1989  | Moss Side Story                             | Barry Adamson               |
| 1991  | These Boots Are Made for Walkin' (33 tours) | Anita Lane et Barry Adamson |
| 1991  | Delusion (33 tours)                         | Anita Lane et Barry Adamson |
| 1992  | Head On                                     | Die Haut                    |
| 1993  | Tabula Rasa                                 | Einstürzende Neubauten      |
| 1993  | Dirty Pearl                                 | Anita Lane                  |
| 1995  | The World's a Girl (45 tours et CD)         | Anita Lane                  |
| 1995  | Intoxicated Man                             | Mick Harvey                 |
| 1995  | Initials B.B. (45 tours et CD)              | Mick Harvey                 |
| 1995  | Yadi Yadi                                   | Gudrun Gut et Anita Lane    |
| 1996  | Firething                                   | Gudrun Gut et Anita Lane    |
| 1996  | Members of the Ocean Club                   | Gudrun Gut                  |
| 1996  | Murder Ballads                              | Nick Cave and the Bad Seeds |
| 1996  | Harley Davidson (45 tours et CD)            | Mick Harvey et Anita Lane   |
| 1997  | Pink Elephants                              | Mick Harvey                 |
| 2000  | Objectif Pub                                | Compilation                 |
| 2000  | La Princesse et le Guerrier                 | B.O. de Pale 3              |
| 2001  | Sex O'Clock                                 | Anita Lane                  |
| 2002  | Do That Thing (single)                      | Anita Lane                  |